# Halmshanf
Halmshanf ist ein Ortsteil der Stadt Hennef (Sieg) im Rhein-Sieg-Kreis in Nordrhein-Westfalen. 

## Lage
Der Weiler liegt in einer Höhe von 165 Metern über N.N. auf den Hängen des Westerwaldes unmittelbar an der Grenze zu Rheinland-Pfalz. Nachbarweiler sind Dammig (Buchholz (Westerwald)) im Osten, Kotthausen im Süden, Meisenhanf im Westen und Köschbusch im Norden.

## Geschichte
Nach einer Statistik aus dem Jahr 1885 lebten damals in „Halmshannf“ 14 Einwohner in 7 Häusern.
1910 gab es in Halmshanf die Haushalte Tagelöhner Johann Eich, zwei Straßenarbeiter Wilhelm Halm, Ackerer Gerhard Kluth und Ackerin Witwe Gerhard Kluth.
Bis zum 1. August 1969 gehörte Halmshanf zur Gemeinde Uckerath, im Rahmen der kommunalen Neugliederung des Raumes Bonn wurde Uckerath, damit auch der Ort Halmshanf, der damals neuen amtsfreien Gemeinde „Hennef (Sieg)“ zugeordnet.